# Colletes gigas
Colletes gigas är en biart som beskrevs av Cockerell 1918. Colletes gigas ingår i släktet sidenbin, och familjen korttungebin. Inga underarter finns listade i Catalogue of Life.